# Alchemilla petiolulans
Alchemilla petiolulans é uma espécie de rosácea do gênero Alchemilla, pertencente à família Rosaceae.